# موسيقى سنغافورة
تتمتع سنغافورة بثقافة موسيقية متنوعة تتراوح من موسيقى الروك والبوب إلى الشعبية والكلاسيكية. تتميز مجتمعاتها المختلفة بتقاليدها الموسيقية الفريدة، فالصينيون يشكلون أكبر مجموعة عرقية في سنغافورة، مع الملايو والهنود وكذلك عدد أقل من أعراق مختلفة بما في ذلك الشعوب الأوروآسيوية. مختلف الناس بأشكالهم الموسيقية التقليدية والأساليب الموسيقية الحديثة المختلفة واندماج الأشكال المختلفة يفسران التنوع الموسيقي في البلاد.
تمتلك مشهداً موسيقياً حضارياً، وهي مركز لموسيقى البوب والروك والبانك وأنواع أخرى في المنطقة. أنتجت البلاد في الستينيات فرق مثل الكريشيندوس والكويست، حتى الألفية الجديدة مع مغني البوب مثل ستيفاني صن وجي جي لين. تتضمن الموسيقى الشعبية في سنغافورة تقاليد الموسيقى العرقية للمجتمعات الصينية والملايو والتاميلية. تتمتع سنغافورة أيضًا بمشهد موسيقي كلاسيكي غربي مفعم بالحيوية.

## الموسيقى الشعبية
كانت سنغافورة مركزًا إقليميًا لصناعة الموسيقى لفترة طويلة. تم إجراء تسجيلات للموسيقى الشعبية الصينية والملايو في استوديو إي إم آي  في سنغافورة في الفترة الاستعمارية، ولكن حتى الستينيات، تم إرسال التسجيلات لتعرض في الهند ثم أعيدت السجلات للبيع. كان الاستديو مركزًا للثقافة الشعبية في الملايو حيث كان مقراً لنجوم الملايو مثل بي راملي، ولكن بعد استقلال سنغافورة في عام 1965، بدأت صناعة موسيقى الملايو في التحول إلى كوالالمبور.
في الستينيات، استلهمت الفرق المحلية في سنغافورة من مجموعات غربية مثل الماس الأزرق و كليف ريتشارد والظلال والبيتلز. تضمنت المجموعات الشعبية في تلك الفترة كفرق الكريشيندوس الذين غنوا باللغة الإنجليزية بأغاني ناجحة مثل «السيد تويستر» وفرق الكويست الذين حققوا أغاني مثل «شانتي»و «لا تلعب تلك الأغنية»و «جيسامين»و «السيد قوس قزح» بالإضافة إلى فرق البوب روك الأخرى بما في ذلك طيور الرعد و المقطورات والتصعيد وفرقة ويسترن يونيون وأكتوبر الكرز و الأوتار الفضية. ظهر نوع من الملايو متأثر بموسيقى الروك والبوب البريطانية يسمى بوب يه يه  في الستينيات. الفرق الموسيقية التي تؤدي باللغة الملاوية، على الرغم من أن بعضها قد يؤدي أيضًا باللغة الإنجليزية أو كان له دور فعال. تضمنت فرق البوب الملايو في الستينيات المغنية نعومي والفتيان الذين أنتجوا أغنية منزلية ناجحة «عيد ميلاد سعيد طفل سعيد» و د ' 4 من أي وقت مضى و أنتاركتيكا و مايك إبراهيم و نيت ووكرز وسوالوز و إسماعيل هارون والرجال وليه كافيلا. في أواخر السبعينيات وأوائل الثمانينيات، شهد ظهور فرق الروك مثل سويت الخيرية التي تصدرها المطرب رملي سريب. كان للفرقة تأثير كبير في المشهد الموسيقي في سنغافورة وماليزيا لدرجة أنها أدت لاحقًا إلى انفجار موسيقى الروك في منتصف الثمانينيات.
كما برزت سنغافورة كمركز لصناعة التسجيلات الصينية المحلية في الستينيات، حيث أنتجت موسيقى البوب الصينية بلغة الماندرين مع المطربين المحليين. كان النجوم المحليون من حقبة الستينيات إلى الثمانينيات، مثل تشانغ سياو ينغ (張小英) وساكورا تنغ (樱花) وريتا تشاو (凌雲) ولينا ليم (林竹君) مشهورين في كل من سنغافورة وماليزيا. القليل منهم، مثل لينا ليم، حققوا أيضًا بعض النجاح خارج المنطقة.
ازدهرت صناعة موسيقى البوب بحلول الثمانينيات، حيث أنتجت العديد من شركات التسجيل تسجيلات صينية للمغنيين المحليين و التايوانيين. ابتداءً من منتصف الثمانينيات، بدأ نوع من قصص الماندرين يسمى شينيو في الظهور مع المطربين ومؤلفي الأغاني مثل  ليانغ ويرن فوك ولي شيه شيونغ وبيلي كوه. تم إنشاء ملصقات موسيقية محلية مثل فراشات المحيط الدولية وسجلات الضجيج. منذ التسعينات فصاعدًا، حقق العديد من المطربين السنغافوريين مثل كيت تشان وستيفاني صن وجي جي لين وتانيا تشوا وكورين ماي وفان وونغ ومافيس نجاحًا أوسع خارج سنغافورة.
هناك أيضًا عدد من الفنانين من سنغافورة الذين يعملون بشكل أساسي باللغة الإنجليزية، كالمغنية وكاتبة الأغاني صوفي كوه يعدون ناشطين خارج سنغافورة. في عام 2010، شهدت سنغافورة ارتفاعًا في الأعمال المحلية مثل تشارلي ليم وسام ويلوز وجنتل بونز وستيف ماكوينز وبليزانتري وميرني هبابوباس وسام رو وليون ماركوس وسكارليت أفينيو وناثان هارتونو.

## التقاليد العرقية

### الصينية
هناك متحدثون بلهجات مختلفة بين السكان الصينيين، مثل: هوكين وهاكا والكانتونية وتيوشيو وقد يكون لمتحدثي اللهجات المختلفة جمعيات عشائرية خاصة بهم تدعم أشكال الأوبرا الخاصة بهم. تم تشكيل فرق الأوبرا لأول مرة من قبل نوادي الموسيقى للهواة؛ أنشئ في عام 1912 من قبل رجال الأعمال تيوشو، في البداية لتعزيز الموسيقى من هاكاس (أوبرا هانجو وهاندياو الموسيقى)، في وقت لاحق أيضا أوبرا تيوشيو.  تم إجراء عدد من التسجيلات لأوبرا هانجو التي قام بها إيروو  في 1920و 1930. تم لاحقا إنشاء العديد من فرق الأوبرا المحترفة والهواة التي قدمت عروضها بلهجات مختلفة. تؤدي فرق الأوبرا هذه عادة خلال المهرجانات والمناسبات الوطنية وقد تقيم أيضا عروضا منتظمة على نطاق صغير، أو عروض واسعة النطاق سنويا أو نصف سنوية. قد تؤدي الفرق المحترفة أيضا في دور الأوبرا. خلال الاحتفالات الصينية كان هناك أيضا تقليد المنشد يسمى زوشانغ (المشي الغناء)، والذي يتضمن أداء المشي من قبل أعضاء فرق الأوبرا. في الماضي، غالبا ما ظهرت مراحل مؤقتة خلال الاحتفالات على طول الشوارع حيث يمكن أداء الأوبرا. ومع ذلك، فقد انخفضت الأوبرا كذلك الترفيه الشعبي في النصف الأخير من القرن 20؛ مسارح الأوبرا مغلقة وأوبرا الشارع تم استبدالها في الغالب بـ جيتاي حيث يتم تنفيذ الأغاني الحديثة والروتين الكوميدي، على الرغم من أن أوبرا الشارع لا تزال تؤديها فرق الأوبرا المحترفين والهواة.
تم إنشاء العديد من المنظمات والفرق الموسيقية المخصصة للموسيقى الصينية أوهايو في عام 1950، وهناك الآن العديد من الأوركسترا الصينية كاملة الحجم في سنغافورة. تم تشكيل أول أوركسترا صينية في عام 1959 من قبل جمعية ثاو يونغ الموسيقية للهواة (陶融儒乐社)، التي تأسست في عام 1931 من قبل أعضاء سابقين في إير وو. أوركسترا سنغافورة الصينية هي الأوركسترا الصينية المحترفة الوحيدة في سنغافورة، لكن الأوركسترا الصينية للهواة التي شكلتها جمعيات العشائر والمراكز المجتمعية والمدارس شائعة، مع أكثر من 150 الأوركسترا الصينية الهواة تشكيلها. هناك أيضا مجموعات غرف مثل تلك الخاصة بتقليد نانغان من جمعية سيونغ لينغ الموسيقية. تحظى عروض الطبول المصاحبة لرقصة الأسد التقليدية بشعبية أيضا.

### الملايو
كانت أنواع الموسيقى الشائعة في ماليزيا وإندونيسيا المجاورتين، مثل دوندانغ سايانغ وكيرونكونغ، شائعة أيضا بين الملايو في سنغافورة. تعد العروض الصوتية المصحوبة بطبول كومبانج وهادراه من بين أكثر أنواع موسيقى الملايو شيوعا في سنغافورة، ويمكن أداؤها خلال حفلات الزفاف والمناسبات الرسمية. الأنواع الصوتية الأخرى مثل ديكير بارات وغزال تحظى بشعبية أيضا. تم ايجاد التقليد القديم من أوبرا الملايو بانجساوان منذ القرن 19 ولكن قد انخفض، على الرغم من أن هناك محاولات حديثة لإحياء هذا النوع.

### الهندية
الموسيقى الهندوستانية والكارناتية نوعان من الموسيقى الكلاسيكية الهندية التي يمكن العثور عليها في سنغافورة. أشكال أخرى من الموسيقى التي تحظى بشعبية بهاجان وموسيقى البانجرا، وقد تؤدي فرق البانجرا المحترفة في الاحتفالات والمناسبات الخاصة.

### بيراناكان
البيراناكان هم من نسل المهاجرين الصينيين الأوائل الذين تزاوجوا مع السكان الملايو المحليين، واعتمدوا جزئيا أو كليا  عادات الملايو. تشتهر موسيقاهم الشعبية بدمجها للغة الإنجليزية في ألحان مستوحاة من لغة الملايو، ويرجع ذلك إلى حد كبير إلى أن البيراناكان أنفسهم غالبا ما يكونون على دراية بكلتا اللغتين. تستمر الألحان المعاصرة في التأليف على أساس ثقافة البيراناكان ، مثل" بونجا سايانغ "التي تم تأليفها في عام 1994، أغنية من ديك ليموسيقية"كامبونج العنبر". أصبحت الأغنية عنصرا أساسيا في كثير من الأحيان في موكب اليوم الوطني، واكتسبت شهرة دولية عندما تم عرضها في حفل افتتاح الدورة 117 اللجنة الأولمبية الدولية في  مسرح إسبلاناد.

## الموسيقى الكلاسيكية الغربية
تلعب الموسيقى الكلاسيكية الغربية دورا مهما في الحياة الثقافية في سنغافورة وفي مركزها أوركسترا سنغافورة السيمفونية التي تأسست في عام 1979. مكان الأداء الرئيسي للأوركسترا هو قاعة الحفلات الموسيقية في مسرح إسبلاناد، ولكنها تؤدي أيضا في قاعة فيكتوريا للحفلات الموسيقية وتقدم عروضا مجانية من حين لآخر في الحدائق.  تشمل الأوركسترا البارزة الأخرى في سنغافورة أوركسترا سنغافورة الوطنية للشباب التي تمولها وزارة التربية والتعليم وأوركسترا برادل هايتس السيمفونية المجتمعية و الأوركسترا الفيلهارمونية وأوركسترا صانعي الموسيقى و وأوركسترا جامعة سنغافورة الوطنية السيمفونية. توجد أيضا العديد من الفرق الموسيقية والفرق الموسيقية في المدارس الثانوية والكليات الإعدادية.
هناك عدد قليل من شركات الأوبرا التي تقدم الأوبرا الغربية في سنغافورة: أوبرا سنغافورة الغنائية التي تأسست عام 1991 وأوبرا سنغافورة الجديدة التي تأسست عام 2011. هناك أيضا مشهد موسيقى الحجرة المحلية النابضة بالحياة والذي انطلق في عام 2007. عزز عدد من التغييرات المهمة في أوائل عام 2000 تطوير المشهد الموسيقي الكلاسيكي في سنغافورة، ولا سيما بناء مسرح الفنون المسرحية - المسارح على الخليج، وإنشاء أول معهد موسيقي في سنغافورة، معهد يونغ سيو توه للموسيقى.
يشمل الموسيقيون الكلاسيكيون المشهورون من سنغافورة لينيت سيه و ليم سون لي و سيو لي تشينو و أبيجيل سين. البعض، مثل موصل داريل آنج وفانيسا ماي،  هم المغتربين العاملين في الخارج ومع ذلك، هناك عدد متزايد من الموسيقيين المحليين الذين يشاركون بنشاط في المشهد الموسيقي الكلاسيكي في سنغافورة. غامر بعض هؤلاء الموسيقيين الكلاسيكيين في أنواع أخرى وأخذوا موسيقاهم إلى الأماكن العامة، مثل أولاد لورونج، الذين يؤدون أحيانا في قطارات مترو الأنفاق.

## موسيقى الروك
أثرت موسيقى الروك البديلة والإيندي على الفرق الموسيقية في عام 1990 مثل الصراخ المقعر و البلوط الأحدب و بادريس وأودفيلوزو و ليفيونيا. في أنواع البوب / الروك كانت " ركلة!"، اتفاقية السحلية وراديو نشط. وفقا لتقرير ستريتس تايمز لعام 1992 في ذلك العام تم إصدار 15 ألبوما آخر على ملصقات مستقلة وحوالي 200 فرقة محلية كانت تكتب موسيقاها الخاصة. في العام التالي ظهرت أغاني بادريس و كو 1359 و إسب و أودفيلوز في متعدد المسارات 3 وهو برنامج إذاعي لهيئة الإذاعة البريطانية.
في الآونة الأخيرة البديل والمعادن وغريندكور وفاسق الصخور والروك أعمال من سنغافورة الذي اكتسب بعض الشخصية خارج سنغافورة تشمل فتاة التناظرية والهواة يأخذ السيطرة وقمرة القيادة وجون كلاس وفايربراندز و ستومبين الأرض ولينغ كاي وبوصة تشوا ورونين وآنا القاضي أبريل وإليكتريكو و قوة القيء والمرصد والجانبين وفيرميليون وغرب جراند بوليفارد و بلينسونسيت الخ. الفرعية: شامان وكاراكال وبوبلاند وتجربة التجسس العظيمة والسماء في النشوة والحقد ورأى الخاسر (المعروف سابقا باسم الصلصال جيلي) و جورباتشوف وهيلجا وماليكس وقضية شاغرة ومن أجل نهايات أفضل ومعدن الموت ورودرا، الذين هم مهمون لخلق هذا النوع "المعادن الفيدية".

### الموسيقى المعدنية
تتمتع الموسيقى المعدنية بوجود ضئيل ولكن لا يعتبر غير مهم في الساحة الموسيقية في سنغافورة. قدمت العديد من فرق المعدن مثل أيرون ميدن، إكسودوس، موربيد أنجل، سلاير، دريم ثيتر، هيلوين أداءً في سنغافورة كجزء من جولاتهم في أماكن، مثل: حديقة فورت كانينغ واستاد سنغافورة الداخلي. تُعقد حفلات صغيرة إلى متوسطة الحجم تقريبًا أسبوعيًا في أماكن مثل BlackHole212 أو The Substation. في الآونة الأخيرة بتاريخ 15 فبراير 2011، أحيا فريق أيرون ميدن حفلاً أمام جمهور يبلغ عدد الحضور 12,000 شخص في ملعب سنغافورة الداخلي.
كما ظهرت العديد من فرق المعدن المحلية المذهلة في الساحة السرية المتنامية للموسيقى. ومن بينها:
- فرقة البلاك ميتال الراسخة Impiety،

- فرقة المعدن المتطرف رودرا القديمة التي ابتكرت نوعًا جديدًا من المعدن يُسمى المعدن الفيدقي وحازت على متابعة جماعية في جميع أنحاء العالم. ولقد لفتت الفرقة أيضًا انتباه الموسيقيين. تم نشر العديد من الأوراق البحثية حول المعدن الفيدقي والفرقة.[28]
- فرقة Bastardized: بايونير الموت لحني الموت الفرقة المعدنية الموجودة منذ عام 1993. "مع الحب ومع الكراهية ومع الحزن ومع الألم." الجيش الشعبي صدر تحت عيد الحب الصوت للإنتاج 1994. الشعر على غرار ألبوم" على مثقلة " الإصدار المتوقع في عام 2016.
- جنازة موقعة من قبل ملصق معدني أمريكي بارز يعيد تعريف سجلات الظلام، يملكها توماس هايوود من أجهض وأبيجيل ويليامز شهرة.
- تم مؤخرا التوقيع مع ورمروت بواسطة شركة تسجيل المملكة المتحدة وسجلات وجع الأذن.[29]
- فرقة الموت المعدنية المحلية "الاعتداء" الألبوم الجديد"الرايخ الساقط" يضم عضو البرلمان التايواني الحالي ومهاجم "تشثونيك" فريدي ليم وفرقة مالديف ميتال"نوثنيجال" عازف الجيتار فوفو.

ومع ذلك، هناك القليل من الدعم للمعادن في وسائل الإعلام الرئيسية في سنغافورة. لذلك أنشأ مشهد المعادن الثقيلة في سنغافورة طرقه الخاصة لنشر المعلومات من خلال استخدام الوسائط الاجتماعية الشعبية القائمة على الإنترنت، مثل الفيسبوك وتويتر والمدونات.
قد يتم عرض بعض الموسيقى المعدنية لهذا الجيل من حين لآخر في عرض برادر بو، الحجم الشرير لـ ريا 89.7 اف ام.

### الموسيقى التجريبية/ المحسنة
أظهرت فرقتان لموسيقى الروك في سنغافورة في 1970 و 1980 وهيريتيج و زركون لاونج وميول لإنشاء موسيقى تتجاوز تعابير موسيقى الروك التقليدية. في أواخر عام 1980 اصطاد الكدح الشركات الجمهور مع الضوضاء الأداء الإلكتروني تتأثر العصابات الصناعية بموجة جديدة، مثل الانتحار أو اينست أوكرزيندي نيوبوتن. في عام 1990، أنتج كلفن تان عشرات الألبومات من الشعبية الطليعية والغيتار المرتجل، بالإضافة إلى تجميع الندبات قصيرة العمر التي تضم عازف الجيتار إيان وو وعازف الساكسفون كلفن قوه. عاش زاي كونينغ المعروف إلى حد كبير بالفنان البصري والراقص  لفترة في اليابان وتعاون موسيقيا مع تيتسو سايتوه، عازف التشيلو الياباني الشهير. ابتكر زاي أيضا شكله الخاص من موسيقى البلوز الشعبية والغجرية الملايو، حيث كان يغني التعويذات في مضمونه العميق أثناء العزف على شكل فضفاض من الغيتار المضبوط المفتوح.
بحلول أواخر عام 1990 وحتى عام 2000، ظهرت مجموعة من فناني الكمبيوتر المحمول التجريبيين: جورج تشوا وويوين تشي واي و وإيفان تان و وآنغ سونغ مينغ و تشونغ لي تشوان وآخرهم حصل على درجتي البكالوريوس والماجستير في الموسيقى في كلية جولدسميث جامعة لندن. على جانبي عالم التأثيرات الرقمية والأدوات الصوتية، كان الثنائي أسبيديسترافلي، الذي اكتسب في النهاية عددا هائلا من المتابعين في اليابان، حيث أنتج موسيقاهم الخاصة وأدار اغنيتهم كيتشين ليبيل.  فرقة المرصد و مجموعة فائقة تشكلت من رماد ليزلي لوس الصخور الشعبية الأحدب البلوط الثلاثي و ينظر إليه على نطاق واسع على أنه أحد أفضل الفرق الموسيقية في سنغافورة، مع يو كاي تشاي من ستريتس تايمز الكتابة، "لا توجد فرقة سنغافورية أخرى، في الماضي أو الحاضر، استحوذت على الخيال تماما مثل فرقة المرصد. مع كل ألبوم، دفعت فرقة  المرصد في حدود شكل الأغنية  ودمج بروغ روك وموسيقى الجاز وغيتار أفانت غارد والطائرات بدون طيار والمعدن الأسود إلخ.
الغرباء الموسيقيون، دم جميل هندسي (القرش فونغ ووي نان) اشتعلت فيه النيران درب الساخن من أي موجة الصخور المرتجلة، ثم توقفت عن اللعب في عام 2009. ومع ذلك،  شكل أعضاؤهم في النهاية فرقة صخرية مرتجلة أكبر، أنا\د والتي تنشق بنفسها إلى مجموعات وتكوينات أصغر. وكان القرش فونغ نفسه شخصية رئيسية في الهوامش الموسيقية، مع نظيره الفقهي منفردا الطبول والالكترونيات الضوضاء الزي أوك واه وتشكيل الجماعية منظمة يمبروف مجموعة بالبلاب مع وو جون هان ودينيس تان وزاي تانغ في أواخر عام 2014. في منتصف عام 2000 تقريبا، أبهرت مجموعة أخرى تطلق على نفسها اسم تحت السماء المخملية الجماهير بأدائها الذي أثار بروغ روك وموسيقى الجاز المجانية والموسيقى الماليزية والصينية التقليدية والمزيد. مرة أخرى، مكنتهم الطبيعة الفضفاضة للجماعة من إنشاء مشاريع أخرى مثل جولايو أركيسترا، وخمسة أوراق متبقية، وصبار ناهيك عن الجهود الفردية للأعضاء جوردان جوهري رايس وعمران عبد الرشيد.
لا يمكن تجاهل تأثير مجتمع المغتربين. ليندسي فيكري (أستراليا) و تيم أودوير (أستراليا) ودارين مور (أستراليا) وبريان أورايلي (الولايات المتحدة) وديرك يوهان سترومبيرج (الولايات المتحدة) جميعهم مرتبطون في مرحلة ما من البرامج الموسيقية في كلية لاسال للفنون، شاركوا في تنظيم المعارض والمهرجانات للموسيقى التجريبية والمرتجلة. أدى تفاعلهم وتعاونهم مع اللاعبين المحليين إلى تنشيط مجتمع الموسيقى التجريبية المحلي.
منذ عام 2010، تم إنشاء أوجيكاجي كعلامة موسيقية تجريبية ومنظمة للأحداث. أصدرت ألبومات بواسطة ماجوس رؤية دريم ستيتو وأوك واه. لقد كان شريكا لفرقة المرصد في سلسلة اللعب المبتكرة من الأحداث الموسيقية المرتجلة.

## أماكن الموسيقى
المكان الأكثر أهمية للحفل هو مسرح اسبلاناد، الذي حل محل مسرح فيكتوريا وقاعة الحفلات الموسيقية كقاعة الحفلات الرئيسية في سنغافورة. تستخدم قاعة المؤتمرات في سنغافورة كقاعدة لأوركسترا سنغافورة الصينية. هناك أيضا العديد من النوادي والحانات الموسيقية التي تقدم الموسيقى الحية في المدينة، لا سيما في رصيف كلارك منطقة.

### مسارح اسبلاند
في عام 2002، تم انشاء مسارح إسبلاناد على الخليج وهو بحكم الواقع يعد المركز الوطني للفنون المسرحية في سنغافورة. يركز على صناعة الموسيقى متعددة الأنواع في الجزيرة، وهو الآن مكان لاشتراك أوركسترا سنغافورة السيمفوني والحفلات الموسيقية. بالإضافة إلى ذلك، ضمن مركز الفنون تمثيلا للموسيقى الكلاسيكية والتقليدية من الثقافات الأساسية الأربع في الأرض. على وجه الخصوص، تضمن المهرجانات المنتظمة في هوا يي وبيستا رايا وكالا أوتسافام سماع مترجمي هذه المجموعات المختلفة بشكل منتظم.
تقدم مسارح المتنزه على الخليج أيضا 3 مهرجانات موسيقية، بما في ذلك بايبيتس التي تهدف إلى تهيئة المشهد الموسيقي المحلي البديل وثقافة الشباب، مما يوفر فرصا للشباب والمجتمع الموسيقي للمشاركة والاستمتاع بالموسيقى الخاصة بهم بتكلفة منخفضة. العديد من العروض ذات التذاكر وغير ذات التذاكر في المتنزه تضم موسيقيين محليين من سنغافورة.

## تعليم الموسيقى
تم تقديم الموسيقى في سنغافورة كموضوع في التعليم لأول مرة في عام 1935، واليوم يتم تقديم برنامج الموسيقى العامة لجميع الطلاب في المدارس الابتدائية والثانوية. تم تقديم برنامج الموسيقى المحسن الذي بدأ في عام 2011، كبرنامج ثانوي في مدارس مختارة. التعليم الموسيقي العالي متاح أيضا في سنغافورة – ال معهد يونغ سيو توه للموسيقى التي تلقت أول دفعة طلابية لها في عام 2003، وهو أول من يقدم برنامج درجة البكالوريوس في الموسيقى بدوام كامل لمدة أربع سنوات. المعهد الموسيقي هو جزء من جامعة سنغافورة الوطنية تأسست بالشراكة مع معهد بيبودي الموسيقي، وهي بمثابة مركز لتدريب الموسيقيين الشباب في منطقة آسيا والمحيط الهادئ بمنحة دراسية كاملة مقدمة.
يتم تقديم تعليم الموسيقى أيضا في مؤسسات أخرى، مثل: أكاديمية نانيانغ للفنون الجميلة وكلية لاسال للفنون وكلية رافلز للموسيقى وكلية الفنون.

## أغاني اليوم الوطني
من الجدير بالذكر أن المشهد الموسيقي السنغافوري هو ما يعرف غالبا باسم أغاني اليوم الوطني (国庆主题歌). كتبت كجزء من جهود بناء الأمة في سنغافورة، وهي إما دمج الأغاني الشعبية المحلية (مثل: تشان مالي تشان)، والأغاني المعاصرة (السحر هو أنت)، أو تتكون خصيصا حول موضوع معين لموكب اليوم الوطني الذي يقام كل عام في 9 أغسطس. بدأ تقليد أغنية اليوم الوطني في عام 1980، على الرغم من أنه قد لا تكون هناك أغنية كل عام و على سبيل المثال في عام 2014 عندما تم إعادة تمثيل الأغاني القديمة.
في عام 1984، تم إنشاء "دافع عن سنغافورة" في البداية لغرض وحيد هو الاحتفال بإنجازات سنغافورة في 25 عاما من الحكم الذاتي. بتكليف من وزارة الثقافة وألحان هيو هاريسون، ضربت الأغنية على وتر حساس مع السنغافوريين خاصة عندما سمعوا أداء أوركسترا نيويورك الفيلهارمونية ،وهكذا ولدت أول أغنية رسميه لليوم الوطني. أدركت الحكومة مدى تمتع الجمهور بالغناء كطريقة للاحتفال، بتكليف أغنية جديدة لعام 1986. ونتيجة لذلك، "الاعتماد على البيانات سنغافورة"، التي تتألف أيضا من قبل هيو هاريسون ومرتبة بواسطة جيريمي مونتير التي يؤديها كليمنت تشاو، أصبحت  الاغنية "الرسمية" الثانية لليوم الوطني. استمر الاتجاه في العام التالي 1987، مع "نحن سنغافورة" مرة أخرى من تأليف هيو هاريسون وترتيبها جيريمي مونتيرو. تم استخدام "نحن سنغافورة" مرة أخرى في عام 2018 مع بعض التغييرات. ثم  في عام 1990 مع إضافة "شعب واحد، أمة واحدة، سنغافورة واحدة" كانت من تأليف جيريمي مونتيرو مع كلمات جيم أيتشيسون لليوبيل الفضي للأمة - 25 عاما من الاستقلال وتصدرت قائمة أغاني اليوم الوطني "الرسمية" في أربعة.
منذ عام 1998، أصبحت أغاني اليوم الوطني أقل كلفة وأكثر شعبية في الطبيعة التي يتم تأليفها وغنائها من قبل فنانين محليين مختارين وأحيانا يتم تضمينها في ألبوماتهم ليتم تسويقها في الخارج.
- 1998:" الوطن " (家)، بقلم كيت تشان
- 1999:" معا " (心连心)، بقلم إيفلين تان ودريمز إف إم
- 2000: "تألق علي" (星月)، بقلم جاي (النسخة الإنجليزية) ومافيس هي (إصدار الماندرين)
- 2001:" أين أنتمي " (属于)، بقلم تانيا تشوا
- 2002:" سنصل إلى هناك " (一起走到)، بقلم ستيفاني صن
- 2003: "شعب واحد موحد" (全心全意)، بقلم ستيفاني صن
- 2004:" الصفحة الرئيسية " (家)، نسخة معاد مزجها بواسطة جي جي لين، كيت تشان
- 2005:" الوصول إلى السماء " (勇敢向前飞) دويتو لتوفيق باتيسا وروي إن، من تأليف إيلين تشان. (النسخة الصينية تغنى بها روي أون فقط).
- 2006: "بيتي في الجزيرة" (幸福的图形)، بقلم كايرا غونغ
- 2007:" لا يوجد مكان أفضل أن أكون فيه "، بقلم كيت تشان (will)
- 2008: "تألق لسنغافورة" (晴空万里)، بقلم هادي ميرزا (النسخة الإنجليزية) وجوي تشوا (إصدار الماندرين)
- 2009:" ماذا ترى " (就在这里)، بواسطة إلكتريكو (النسخة الإنجليزية) و كلفن تان (إصدار الماندرين)
- 2010: "أغنية لسنغافورة"، بقلم كورين ماي[46]
- 2011:" في ضربات القلب "، بقلم سيلفيا راتونيل
- 2012: "الحب من الضوء الأول"، بقلم أوليفيا أونج وناتانيا تان
- 2013: "سنغافورة واحدة"، بواسطة غناء جوقة الأمة[44]
- 2014: تكرار الأغاني القديمة، مثل أغنية 2002 "سنصل إلى هناك" لفاريشا إسحاق وتاي كي وي
- 2015: "سنغافورة لدينا"، بقلم جي جي لين
- 2016: "غدا هنا اليوم"، بقلم 53 أ
- 2017: "لأنها سنغافورة"، بقلم جاي ليم
- 2018 :" نحن سنغافورة " (تجديد أغنية الحزب الوطني الديمقراطي لعام 1987)[45]
- 2019: "سنغافورة" لفنانين مختلفين
- 2020:" كل شيء أنا " بواسطة ناثان هارتونو[47]
- 2021:" الطريق إلى الأمام " لفنانين مختلفين

أغاني أخرى لبناء المجتمع:
- 1984:" هناك جزء للجميع " الموضوع الرسمي لبرنامج الدفاع الكلي
- 2005: "غني تمنياتنا" تستخدم أيضا كأغنية رسمية لمدارس وزارة التربية والتعليم ليوم الانسجام العرقي 2005
- 2005:"نستطيع"

فرع مخصص من أغاني اليوم الوطني هذه  وتعد الأغاني التي تم تأليفها خصيصا للأحداث الرائدة. ومن الأمثلة البارزة على ذلك أغنية لحظات السحر والتي كتبها الرئيس التنفيذي لشركة هايب ريكوردز كين ليم خصيصا لاحتفالات الألفية في سنغافورة في نهاية عام 1999. قام به ثلاثة مطربين بارزين فان وونغ وتانيا تشوا وإلسا لين. الفيديو الموسيقي من إخراج المخرج السنغافوري إريك خو.
- 1999: "لحظات السحر"، بقلم فان وونغ وتانيا تشوا وإلسا لين

## روابط خارجية
- الموسيقى إس جي- الأرشيف الرقمي للموسيقى سنغافورة
- سوفت- إنها الموسيقى في سنغافورة
- العربات سنغافورة- دليل الموسيقى الحية لسنغافورة
- اسبلاند- المركز الوطني للفنون المسرحية في سنغافورة
- مهرجان سنغافورة الليلي
- موقع موكب اليوم الوطني